# Stanisław Wilczyński (wachmistrz)
Stanisław Wiktor Wilczyński (ur. 13 kwietnia 1899 w Nowym Sączu, zm. 28 sierpnia 1976 w Katowicach) – polski mistrz fryzjerski, wachmistrz Wojska Polskiego, kawaler Orderu Virtuti Militari.

## Życiorys
Urodził się 13 kwietnia 1899 w Nowym Sączu, ówczesnym mieście powiatowym Królestwa Galicji i Lodomerii, w rodzinie Stanisława i Józefy z Dobrowolskich. W rodzinnym mieście ukończył szkołę powszechną, a później nauczył się fryzjerstwa. W latach 1914–1917 był członkiem Związku Strzeleckiego. W listopadzie 1918 rozpoczął służbę w Wojsku Polskim. Uczestniczył w odsieczy Lwowa. Od stycznia 1919 służył w 2 szwadronie 2 pułku szwoleżerów, a w sierpniu razem z pułkiem brał udział w walkach podczas I powstania śląskiego. W styczniu 1920 brał udział w odzyskiwaniu Pomorza, a od marca 1920 bił się na froncie podczas wojny polsko-bolszewickiej. Szczególne zasługi odniósł w czerwcu 1920 walcząc pod Gorodnicą i Zwiahlem, gdzie przewożąc meldunki przeprawił się na drugą stronę rzeki Słucz i rozpoznał usytuowanie pozycji bolszewików. Za okazane męstwo odznaczony został Krzyżem Srebrnym Orderu Virtuti Militari. 
W 1924 rozpoczął pracę w prowadzonym przez siebie zakładzie fryzjerskim. Od 1938 w Krakowie pracował w urzędzie pocztowym, a od 1939 do 1945 prowadził własny sklep tytoniowy, który był również punktem kontaktowym Armii Krajowej. Po 1945 zamieszkał w Katowicach, gdzie pracował i zmarł. Pochowany został na cmentarzu przy ul. Henryka Sienkiewicza.
Był żonaty z Jadwigą Kropką, z którą miał troje dzieci: Tadeusza (ur. 1923), Irenę (ur. 1925) i Mieczysława (ur. 1927).

## Ordery i odznaczenia
- Krzyż Srebrny Orderu Virtuti Militari nr 3891[1][6][3]
- Krzyż Walecznych trzykrotnie[2][7]
- Krzyż na Śląskiej Wstędze Waleczności i Zasługi I stopnia[2]
- Medal Pamiątkowy za Wojnę 1918–1921[2]
- Medal Dziesięciolecia Odzyskanej Niepodległości[2]
- Odznaka za Rany i Kontuzje z jedną gwiazdką[8]

30 maja 1936 Komitet Krzyża i Medalu Niepodległości odrzucił wniosek o nadanie mu tego odznaczenia „z powodu braku pracy niepodległościowej”.